# LeRoy und Pictet
LeRoy und Pictet war die Genossenschaft des Franzosen LeRoy, des Schweizers Pictet aus Genf und des Deutschen Sonntag, die im Auftrag der russischen Zarin Katharina II. im 18. Jahrhundert deutsche Bürger zur Aussiedlung nach Russland anwarben. Neben dieser Genossenschaft gab es noch zwei weitere, die des Franzosen Baron Caneu de Beauregard mit Major Otto Friedrich und die kleinere von Jean de Boffe mit Meusnier de Precour und Quentin Benjamin Coulhette d'Hautervive, die keinen eigenen Etat hatte.
Die russischen Zarin versprach den von Kriegen und Wirtschaftskrisen ermüdeten Siedlern Religionsfreiheit, Steuerfreiheit, Befreiung von der Wehrpflicht und das Verfügungsrecht über ihr Land. Tausende deutscher Handwerker und Bauern gingen auf diese Anwerbungsversuche ein und gründeten 103 deutsche Dörfer an beiden Seiten der Wolga. Man spricht in diesem Zusammenhang von den Wolgadeutschen. Die fünfundzwanzig Kolonien von Leroy und Pictet mit 1530 Familien und 5339 Siedlern wurden südlich von Saratow entlang der Wolga und ihrer linken Zuflusse Großer Karaman und Tarlyk östlich der Wolga gegründet, unter anderem die Kolonie Lauwe. LeRoy und Pictet wurden später Direktoren der Kolonien.